# شعب العرش (كحلان عفار)

تعديل مصدري - تعديل

شعب العرش هي إحدى قرى عزلة الدقيمي بمديرية كحلان عفار التابعة لمحافظة حجة، بلغ تعداد سكانها 315 نسمة حسب تعداد اليمن لعام 2004.